# Salans
Salans este o casă internațională de avocatură, care deține 18 birouri la nivel global și un număr total de avocați angajați de 750. Compania a fost înființată la Paris în anul 1978 cu numele Salans Hertzfeld & Heilbronn. Din anul 2002 numele companiei a fost prescurtat în Salans.
Compania este prezentă și în România din anul 1997.